# 내 마음을 뺏어봐
《내 마음을 뺏어봐》는 1998년 3월 25일부터 1998년 5월 14일까지 방영된 SBS 드라마 스페셜이다.

## 등장인물
- 박신양 : 윤석찬 역
- 김남주 : 한예린 역
- 한재석 : 서기조 역
- 이태란 : 은희수 역
- 전지현 : 왕가영 역
- 허영란 : 서은조 역
- 김은정
- 이선정
- 이정길 : 한중석 역
- 박정수
- 임현식 : 왕가영 부
- 조상기
- 이현균 : 최관우 역
- 박광정
- 전무송
- 최준용
- 구본승
- 이제니
- 황미선
- 현규환
- 임유진
- 이한갈
- 양형욱
- 문성연
- 이정욱

## 수상
- 1998년 SBS 연기대상 여자 인기상 김남주